# John D. Frost
John Dutton Frost (ur. 31 grudnia 1912 w Pune, zm. 21 maja 1993 w West Sussex) – brytyjski wojskowy, dowódca piechoty i wojsk spadochronowych. Największą sławę przyniosła mu jego postawa podczas walk w Arnhem w ramach operacji Market Garden.

## Życiorys

### Młodość
Wstąpił do wojska 1 września 1932 r., bezpośrednio po ukończeniu Królewskiej Akademii Wojskowej Sandhurst. Otrzymał stopień podporucznika i przydział do pułku Strzelców Szkockich Cameronians. W latach 1938–1941 był kapitanem irackich wojsk kolonialnych. W 1941 r. wstąpił do nowo formowanego Pułku Spadochronowego.

### II wojna światowa
- Operacja Biting

Frost wyróżnił się w operacji Biting – rajdzie, którego celem było zdemontowanie i wykradzenie części niemieckiego radaru umieszczonego w miejscowości Bruneval. Rajd był druga operacją, w której udział wziął Pułk Spadochronowy. Pod dowództwem majora Frosta wylądowało 27 lutego 1942 r. 120 skoczków, którzy po przełamaniu oporu Niemców zdołali ukraść części, dodatkowo biorąc do niewoli niemieckiego eksperta od radarów. W czasie operacji zginęło trzech Brytyjczyków, a siedmiu zostało ciężko rannych. Frost otrzymał za tę akcję Krzyż Wojskowy.
- Operacja Torch

Podczas operacji Torch brytyjskie oddziały powietrznodesantowe lądowały w Tunezji. Frost był już wtedy podpułkownikiem i dowodził 2 batalionem, którego zadaniem było zaatakowanie lotnisk wroga w okolicach Depienne, 30 km na południe od Tunisu. Lotniska okazały się być opuszczone, a wojska pancerne, z którymi spadochroniarze mieli się spotkać w Oudna, nie nadeszły. Batalion Frosta został ok. 80 km za liniami wroga. Zdziesiątkowany i atakowany, zdołał dotrzeć do oddziałów sojuszniczych, tracąc jednak 16 oficerów i 250 żołnierzy. Batalion dołączył do brytyjskiej 1 Armii i wraz z nią dotarł do Tunisu.
- Most Primosole

W lipcu 1943 r. batalion Frosta wraz z resztą 1 Brygady Spadochronowej lądował na Sycylii w ramach operacji Fustian będącej częścią większej operacji Husky, z zadaniem opanowania mostu Ponte di Primosole. Zaledwie 295 skoczków, żołnierzy i oficerów, dotarło do zniszczonego mostu i musiało stawić czoła niemieckiemu 4. Pułkowi Spadochronowemu. Most udało się opanować dopiero po przybyciu oddziałów 8 Armii.
Ostatnią akcją z udziałem Frosta we Włoszech był morski desant 1 Dywizji Powietrznodesantowej pod Tarentem.
- Arnhem

Frost najszerzej znany jest z udziału w walkach w Arnhem w Holandii podczas operacji Market Garden. Podczas tej bitwy Frost miał poprowadzić natarcie 1 Dywizji Powietrznodesantowej na most na Dolnym Renie. Plan zakładał, że około dziewięciu tysięcy żołnierzy będzie bronić mostu przez dwa dni, w ciągu których do Arnhem miał dotrzeć stojący 120 km na południe od niego XXX Korpus.
17 września 1944 r., po lądowaniu w okolicach Oosterbeek, Frost poprowadził około 745 lekko uzbrojonych żołnierzy do Arnhem. Batalion dotarł do mostu, zajmując jego północny koniec. Frost zorientował się jednak, że jego pozycje otoczone są przez oddziały II Korpusu Pancernego SS i odcięte od reszty dywizji. Żołnierze Frosta prowadzili czterodniową bitwę, w której niemieckiej artylerii, czołgom i wozom pancernym mogli przeciwstawić jedynie broń maszynową, granaty i PIAT-y. Niemcy byli zszokowani odmową poddania się i ciągłymi kontratakami brytyjskich spadochroniarzy. Walki przerwano tylko na kilka godzin trzeciego dnia, kiedy ewakuowano 250 rannych. Spadochroniarze zaprzestali oporu dopiero po wyczerpaniu amunicji; zostało ich około 100.
Po tej bitwie Frost, który został raniony odłamkiem w nogę, stał się legendą jednostek spadochronowych British Army.
Po poddaniu się, Frost jako jeniec trafił do obozu w Spangenberg w Hesji. Został wyzwolony w marcu 1945 przez żołnierzy armii USA. 20 września 1945 r. za swoją postawę w Arnhem otrzymał do wcześniej otrzymanego Distinguished Service Order belkę (DSO ma tylko jeden stopień, powtórne nadanie oznacza się belką).

## Życie powojenne
Frost po wojnie pozostał w armii. 11 października 1961 r. otrzymał awans na stopień generała majora i został dowódcą 52. Dywizji Piechoty.
Frost odszedł z armii w 1968 roku jako generał major, do swoich wojennych odznaczeń dodając Order Łaźni. Został też oficerem zakonu kawalerów maltańskich.
Generał major John Dutton Frost zmarł 21 maja 1993 r. w wieku ponad 80 lat. Pochowano go na Milland Cemetery w West Sussex.

## Most im. Johna Frosta

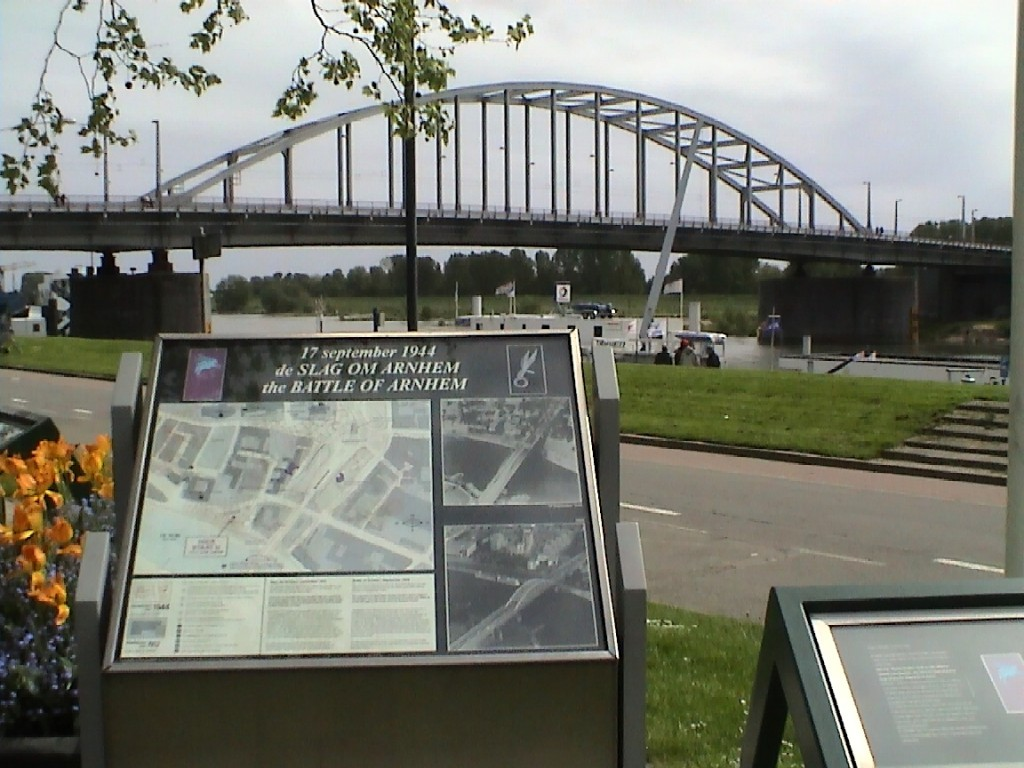
Most im. Johna Frosta

W 1978 roku most na Renie w Arnhem został przemianowany na most im. Johna Frosta, jednak podobno Frost bardzo się przed tym wzbraniał.

## Odniesienia w kulturze
Jego rolę w operacji Market Garden opisał Cornelius Ryan w głośnej książce O jeden most za daleko, na której podstawie Richard Attenborough nakręcił popularny film pod tym samym tytułem; Frost był konsultantem wojskowym przy produkcji filmu, a jego rolę zagrał słynny aktor Anthony Hopkins. John D. Frost napisał dwie autobiografie:
- A Drop Too Many (1980)
- Nearly There (1991)